# Röglitz
Röglitz ist ein Ortsteil der Gemeinde Schkopau im Saalekreis (Sachsen-Anhalt) nördlich der Weißen Elster.

## Geografie und Nahverkehr
Röglitz liegt östlich des Hauptortes Schkopau und westlich der sächsischen Stadt Schkeuditz (Landkreis Nordsachsen) an der Verbindungsstraße zwischen der Landstraße 171 und der Bundesstraße 6. Östlich des Ortes verläuft die BAB 9.
Im öffentlichen Nahverkehr ist Röglitz mit folgender Linie erreichbar:
- 724 (PNVG): Merseburg – Halle (Saale) – Röglitz – Schkeuditz

## Geschichte
Röglitz gehörte bis 1815 zum hochstiftlich-merseburgischen Amt Schkeuditz, das seit 1561 unter kursächsischer Hoheit stand und zwischen 1656/57 und 1738 zum Sekundogenitur-Fürstentum Sachsen-Merseburg gehörte. Durch die Beschlüsse des Wiener Kongresses wurde Röglitz mit dem Westteil des Amts Schkeuditz im Jahr 1815 an Preußen abgetreten. Bei der politischen Neuordnung Preußens wurde der Ort im Jahr 1816 dem Kreis Merseburg im Regierungsbezirk Merseburg der Provinz Sachsen zugeteilt, zu dem er bis 1952 gehörte. Bei der Kreisreform in der DDR wurde Röglitz im Jahr 1952 dem Kreis Merseburg im Bezirk Halle zugeteilt, der 1994 im Landkreis Merseburg-Querfurt und 2007 zum Saalekreis kam. Am 1. August 2004 wurde Röglitz mit acht weiteren Gemeinden zur Einheitsgemeinde Schkopau vereinigt.
Bei einer Reparatur der Kirche in den frühen 1920er Jahren wurden die im Turmknopf befindlichen Behälter geöffnet, dabei fand sich ein Bericht über die einst im Dorf benutzte Weinkelter. Diese galt als zweitgrößte Kelter Deutschlands. Beim Abbau wurde das verwendete Eichenholz auf 1000 Kubikfuß geschätzt.